# Godendorf (Ralingen)
Godendorf (luxemburgisch Godendrëf) ist ein Ortsteil und ein Ortsbezirk der Ortsgemeinde Ralingen im Landkreis Trier-Saarburg in Rheinland-Pfalz.

## Lage
Godendorf liegt an der Sauer direkt an der Grenze zu Luxemburg, etwa 18 km von Trier entfernt. Die Nachbarorte sind Edingen im Westen und Ralingen im Osten. Godendorf liegt im südlichen Teil des deutsch-luxemburgischen Naturparks.

## Geschichte
Erstmals schriftlich erwähnt wurde der Ort in einer Urkunde aus dem Jahr 862, in der Güter und Ländereien dem Abt von Echternach übertragen wurden. Bei archäologischen Grabungen etwa 500 m nördlich des Ortes wurden alte Siedlungsreste gefunden.
Godendorf gehörte bis zum Ende des 18. Jahrhunderts zur luxemburgischen Herrschaft Rosport. Nach der Inbesitznahme des Linken Rheinufers durch französische Revolutionstruppen war der Ort von 1798 bis 1814 Teil der Französischen Republik (bis 1804) und anschließend des Französischen Kaiserreichs, zugeordnet dem Département des Forêts („Departement der Wälder“). Nach der Niederlage Napoleons kam Godendorf 1815 aufgrund der auf dem Wiener Kongress getroffenen Vereinbarungen über das ehemals luxemburgische Gebiet östlich der Sauer und der Our zum Königreich Preußen. Der Ort wurde dem Landkreis Trier im Regierungsbezirk Trier zugeordnet, der 1822 Teil der neu gebildeten Rheinprovinz wurde.

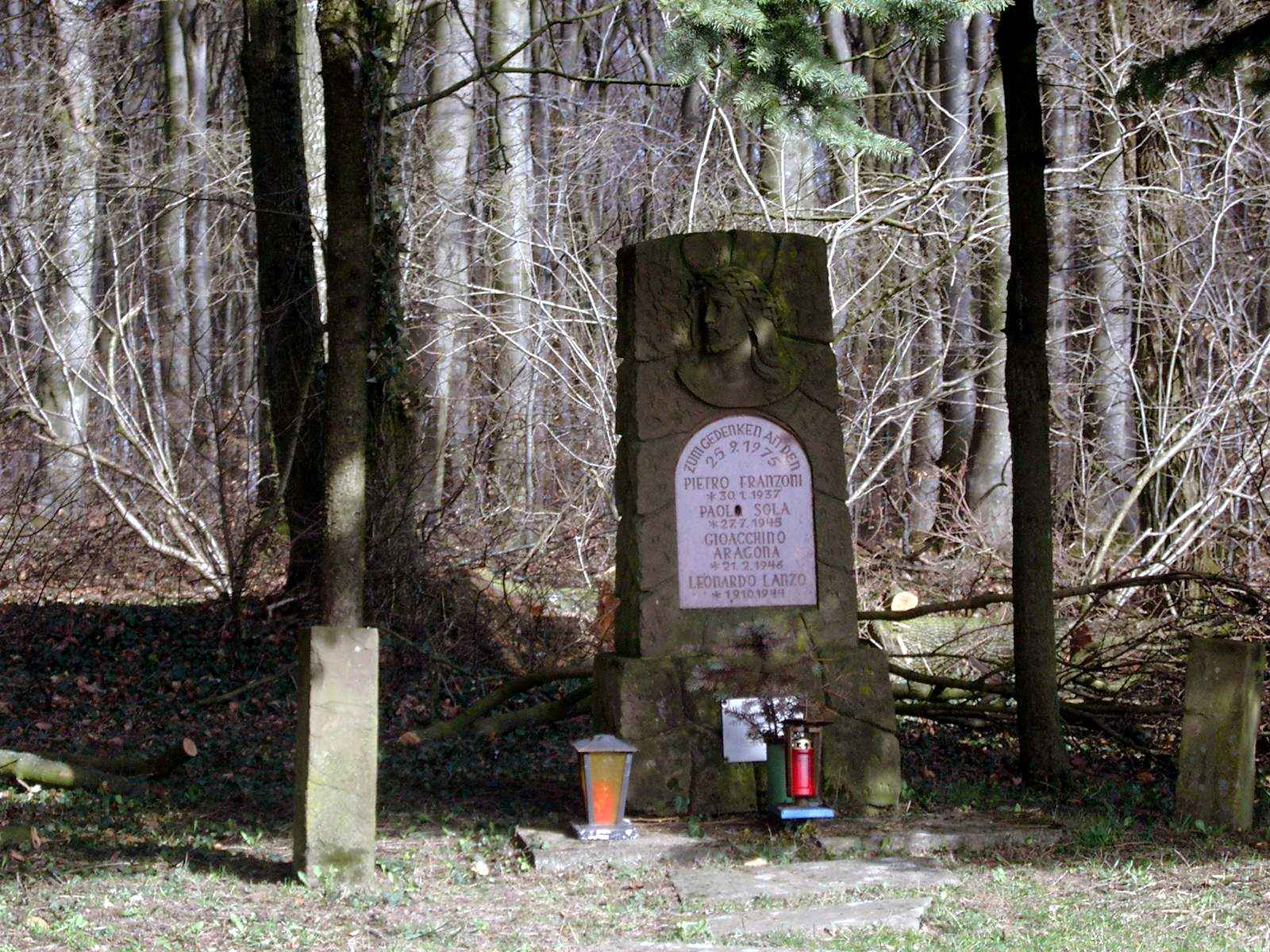
Starfighter Denkmal

Nach dem Ersten Weltkrieg gehörte das gesamte Gebiet zum französischen Teil der Alliierten Rheinlandbesetzung. Nach dem Zweiten Weltkrieg wurde Godendorf innerhalb der französischen Besatzungszone Teil des damals neu gebildeten Landes Rheinland-Pfalz.
Im Rahmen der Mitte der 1960er Jahre begonnenen rheinland-pfälzischen Gebiets- und Verwaltungsreform wurde der Landkreis Trier am 7. Juni 1969 aufgelöst. Godendorf gehörte zu dem größeren Kreisteil, der mit dem Landkreis Saarburg zum neuen Landkreis Trier-Saarburg vereinigt wurde. Am 1. Juni 1972 wurde zunächst aus den bis dahin selbständigen Gemeinden Edingen und Godendorf die neue Gemeinde Edingen gebildet. Am 17. März 1974 wurden in einem weiteren Schritt die vier Gemeinden Edingen, Kersch, Olk und Wintersdorf nach Ralingen eingemeindet.
Am 25. September 1975 stürzten vier italienische Starfighter bei einem Flug von Bitburg nach Brescia in der Nähe von Godendorf ab. Ein 1976 an der Absturzstelle errichtetes Ehrenmal erinnert an die vier dabei getöteten Piloten.

## Politik

### Ortsbezirk
Godendorf ist gemäß Hauptsatzung einer von sechs Ortsbezirken der Ortsgemeinde Ralingen. Der Ortsbezirk umfasst das Gebiet der früheren Gemeinde. Die Interessen des Ortsbezirks werden durch einen Ortsbeirat und durch einen Ortsvorsteher vertreten.

### Ortsbeirat
Der Ortsbeirat besteht aus fünf Mitgliedern, die bei der Kommunalwahl am 9. Juni 2024 in einer Mehrheitswahl gewählt wurden, und dem ehrenamtlichen Ortsvorsteher als Vorsitzendem. Bis zur Wahl 2019 wurde in einer personalisierten Verhältniswahl gewählt, da zwei Wahlvorschlagslisten eingereicht wurden.
Die Sitzverteilung:
| Wahl | CDU               | FWGR (*)          | Gesamt  |
| ---- | ----------------- | ----------------- | ------- |
| 2024 | per Mehrheitswahl | per Mehrheitswahl | 5 Sitze |
| 2019 | 2                 | 3                 | 5 Sitze |
| 2014 | 2                 | 3                 | 5 Sitze |
| 2009 | 2                 | 3                 | 5 Sitze |

### Ortsvorsteher
Ernst Hilges (FWGR) wurde am 9. September 2024 Ortsvorsteher von Godendorf. Bei der Direktwahl am 9. Juni 2024 war er als einziger Bewerber mit einem Stimmenanteil von 88,8 % für fünf Jahre gewählt worden.
Der Vorgänger von Ernst Hilges, Thomas Trierweiler (FWGR), hatte das Amt am 27. August 2019 übernommen. Seine Vorgänger waren Frank Speder (CDU) und Fridolin Horn.

## Kultur und Sehenswürdigkeiten
In der Denkmalliste des Landes Rheinland-Pfalz (Stand: 2021) werden folgende Kulturdenkmäler genannt:
- Katholische Filialkirche St. Nikolaus, neugotischer Saalbau (bezeichnet 1861)
- Ehemalige Schule, eingeschossiger Krüppelwalmdachbau (1901)
- Wegekreuz (1871), südlich des Ortes am Sauerufer

## Wirtschaft und Infrastruktur
Am Ort vorbei verläuft die Bundesstraße 418. Der Sauertal-Radweg führt durch Godendorf.